# Artur Prokop
Artur Prokop (ur. 18 grudnia 1972 w Tarnowie), polski pomocnik. Wychowanek Tarnovii Tarnów. W barwach klubów Hutnik Kraków, RKS Radomsko i Górnik Zabrze rozegrał 106 spotkań w polskiej ekstraklasie, strzelając w nich 6 bramek (stan na 4.06.2010). Aktualnie broni barw Tuchovii Tuchów, gdzie jest grającym trenerem. Pochodzi ze sportowej rodziny: ojciec był przez wiele lat kierownikiem Tarnovii Tarnów, a bracia również byli zawodnikami okolicznych klubów.